# Masters (snooker)
The Masters er en årligt tilbagevendende invitationsturnering i snooker. The Masters spilles mellem verdensranglistens 16 øverste spillere. Turneringen blev spillet første gang i 1975.

## Vindere
| ÅR   | Vinder            | Tabende finalist  | Finale score | Sæson   |
| ---- | ----------------- | ----------------- | ------------ | ------- |
| 1975 | John Spencer      | Ray Reardon       | 9 – 8        | 1974/75 |
| 1976 | Ray Reardon       | Graham Miles      | 7 – 3        | 1975/76 |
| 1977 | Doug Mountjoy     | Ray Reardon       | 7 – 6        | 1976/77 |
| 1978 | Alex Higgins      | Cliff Thorburn    | 7 – 5        | 1977/78 |
| 1979 | Perrie Mans       | Alex Higgins      | 8 – 4        | 1978/79 |
| 1980 | Terry Griffiths   | Alex Higgins      | 9 – 5        | 1979/80 |
| 1981 | Alex Higgins      | Terry Griffiths   | 9 – 6        | 1980/81 |
| 1982 | Steve Davis       | Terry Griffiths   | 9 – 5        | 1981/82 |
| 1983 | Cliff Thorburn    | Ray Reardon       | 9 – 7        | 1982/83 |
| 1984 | Jimmy White       | Terry Griffiths   | 9 – 5        | 1983/84 |
| 1985 | Cliff Thorburn    | Doug Mountjoy     | 9 – 6        | 1984/85 |
| 1986 | Cliff Thorburn    | Jimmy White       | 9 – 5        | 1985/86 |
| 1987 | Dennis Taylor     | Alex Higgins      | 9 – 8        | 1986/87 |
| 1988 | Steve Davis       | Mike Hallett      | 9 – 0        | 1987/88 |
| 1989 | Stephen Hendry    | John Parrott      | 9 – 6        | 1988/89 |
| 1990 | Stephen Hendry    | John Parrott      | 9 – 4        | 1989/90 |
| 1991 | Stephen Hendry    | Mike Hallett      | 9 – 8        | 1990/91 |
| 1992 | Stephen Hendry    | John Parrott      | 9 – 4        | 1991/92 |
| 1993 | Stephen Hendry    | James Wattana     | 9 – 5        | 1992/93 |
| 1994 | Alan McManus      | Stephen Hendry    | 9 – 8        | 1993/94 |
| 1995 | Ronnie O'Sullivan | John Higgins      | 9 – 3        | 1994/95 |
| 1996 | Stephen Hendry    | Ronnie O'Sullivan | 10 – 5       | 1995/96 |
| 1997 | Steve Davis       | Ronnie O'Sullivan | 10 – 8       | 1996/97 |
| 1998 | Mark Williams     | Stephen Hendry    | 10 – 9       | 1997/98 |
| 1999 | John Higgins      | Ken Doherty       | 10 – 8       | 1998/99 |
| 2000 | Matthew Stevens   | Ken Doherty       | 10 – 8       | 1999/00 |
| 2001 | Paul Hunter       | Fergal O'Brien    | 10 – 9       | 2000/01 |
| 2002 | Paul Hunter       | Mark Williams     | 10 – 9       | 2001/02 |
| 2003 | Mark Williams     | Stephen Hendry    | 10 – 4       | 2002/03 |
| 2004 | Paul Hunter       | Ronnie O'Sullivan | 10 – 9       | 2003/04 |
| 2005 | Ronnie O'Sullivan | John Higgins      | 10 – 3       | 2004/05 |
| 2006 | John Higgins      | Ronnie O'Sullivan | 10 – 9       | 2005/06 |
| 2007 | Ronnie O'Sullivan | Ding Junhui       | 10 – 3       | 2006/07 |
| 2008 | Mark Selby        | Stephen Lee       | 10 – 3       | 2007/08 |
| 2009 | Ronnie O'Sullivan | Mark Selby        | 10 – 8       | 2008/09 |
| 2010 | Mark Selby        | Ronnie O'Sullivan | 10 – 9       | 2009/10 |
| 2011 | Ding Junhui       | Marco Fu          | 10 – 4       | 2010/11 |
| 2012 | Neil Robertson    | Shaun Murphy      | 10 – 6       | 2011/12 |
| 2013 | Mark Selby        | Neil Robertson    | 10 – 6       | 2012/13 |
| 2014 | Ronnie O'Sullivan | Mark Selby        | 10 – 4       | 2013/14 |
| 2015 | Shaun Murphy      | Neil Robertson    | 10 – 2       | 2014/15 |
| 2016 | Ronnie O'Sullivan | Barry Hawkins     | 10 – 1       | 2015/16 |
| 2017 | Ronnie O'Sullivan | Joe Perry         | 10 – 7       | 2016/17 |
| 2018 | Mark Allen        | Kyren Wilson      | 10 – 7       | 2017/18 |
| 2019 | Judd Trump        | Ronnie O'Sullivan | 10 – 4       | 2018/19 |
| 2020 | Stuart Bingham    | Ali Carter        | 10 – 8       | 2019/20 |
| 2021 | Yan Bingtao       | John Higgins      | 10 – 8       | 2020/21 |
| 2022 | Neil Robertson    | Barry Hawkins     | 10 – 4       | 2021/22 |
| 2023 | Judd Trump        | Mark Williams     | 10 – 8       | 2022/23 |
| 2024 | Ronnie O'Sullivan | Ali Carter        | 10 – 7       | 2023/24 |